# الإمبراطور كينزو
الإمبراطور كينزو (باليابانية: 顕宗天皇 كينزو تينو) هو الإمبراطور الثالث والعشرون في اليابان حسب قائمة أباطرة اليابان. لا يوجد أي تواريخ محددة عن فترة حياته أو حكمه. ولكن يعتقد أن فترة حكمه كانت في أواخر القرن الخامس الميلادي.